# Gwyn ap Nudd
Nella mitologia gallese Gwyn ap Nudd (antica grafia Gwynn ap Nudd) era il re del Tylwyth Teg (il "Popolo Fatato") e, nella tradizione posteriore, sovrano dell'Annwn (l'Oltretomba). Gwyn accompagnava le anime dei morti nell'Annwn e guidava una muta di cani spettrali: i Cwn Annwn.
Nella storia di Culhwch e Olwen Gwyn rapisce la vergine Creiddylad, dopo che era fuggita con l'amato Gwythr ap Greidawl, rivale di Gwyn. I due contendenti si combattono in un duello che inizia la vigilia del Primo Maggio e simboleggia la lotta tra l'estate e l'inverno. Gwyn aiuta poi Culhwch nella caccia al cinghiale Twrch Trwyrth.

## Etimologia
Il gallese gwyn significa "bianco", imparentato con l'irlandese fionn. Oggi è ancora un nome popolare. La forma brittonica viene ricostruita come *Vindos, un nome che si riscontra anche in una divinità celtica della Gallia. Nell'antico e nel medio gallese gwyn significa anche "puro, sacro". Il femminile Gwen è la radice di Gwenhwyfar, la forma originale gallese di Ginevra. Suo padre Nudd è collegato col dio celtico Nodens. L'eroe irlandese Fionn mac Cumhail, il cui nonno era Nuada, probabilmente è una figura collegata.